# Jaap Bond
Jaap Bond (Edam, 11 december 1957) is een Nederlands politicus actief voor het Christen-Democratisch Appèl (CDA). Sinds 1 januari 2020 is hij voorzitter van de topsector Tuinbouw & Uitgangsmaterialen (T&U).

## Loopbaan
Voor zijn politieke loopbaan was Bond 28 jaar werkzaam voor de politie. Hij begon zijn politieke loopbaan in de CDA steunfractie in Edam-Volendam, hier was hij actief van 1996 tot 1999, toen hij verkozen werd tot lid van Provinciale Staten van Noord-Holland.
Van 2007 tot en met 2019 was hij gedeputeerde in Noord-Holland. Als gedeputeerde was hij verantwoordelijk voor de volgende portefeuilles: 
- Economische zaken
- Water als economische drager
- Landbouw en visserij
- Greenports
- Flora en fauna
- Toerisme en recreatie, inclusief Sportservice Noord-Holland
- De Kop Werkt!
- Internationale Marketing en Acquisitie (IMA)
- Sponsoring
- Subsidies algemeen, inclusief afbouw jeugd-, zorg- en welzijntaken[2]